# Laurence Minot
Laurence Minot, angleški pesnik, * 1300, † 1352.